# مقاطعة فاييت (فرجينيا الغربية)
مقاطعة فاييت هي مقاطعة في فيرجينيا الغربية، بلغ عدد سكانها 46٬039  نسمة، في 2010، عاصمتها فايتفيل، تبلغ مساحتها 1٬731 كيلومتر مربع.

## الموقع
تشترك في الحدود مع:
- مقاطعة نيكولاس (فرجينيا الغربية).

## أعلام
- جاي روي هنت
- هال رايس
- ستيف فرينش
- ستانلي بندر